# Vodárenská věž pivovaru Plzeňský Prazdroj
Vodárenská věž je známým architektonickým prvkem a jednou z dominant někdejšího Měšťanského pivovaru v Plzni (dnešní Plzeňský Prazdroj).

## Historie
Na počátku 20. století vznikla společně se zvýšenou poptávkou po plzeňském pivu potřeba zvýšit výrobní kapacity pivovaru, a tedy také zásobovat pivovarské provozy větším množstvím vody. Řešením byl pověřen tehdejší šéfinženýr pivovaru František Spalek. Ten na základě studijní cesty po několika velkých evropských pivovarech navrhl v roce 1901 nejdříve zřízení provizoria, a poté začal navrhovat komplexní řešení, které mělo vést k úplné nezávislosti pivovaru na vodních zdrojích.
Věž byla vystavěna na nejvyšším místě pivovarského areálu, aby bylo možné zásobovat provozy vodou samospádem. Tato lokalita byla shodou okolností územím bývalé městské šibenice (byl zde popraven i Jan Sladký Kozina) a kosterní pozůstatky nalezené během budování základů stavby byly uloženy v památníku vedle paty věže.
Projekt byl zpracován roku 1905 a ve stejném roce také plzeňský stavitel Eduard Kroh zahájil stavbu. Ta byla realizována v letech 1905-07. Ke kolaudaci a definitivnímu uvedení do provozu došlo 20. prosince 1907.
V letech 1960–1963 a 1987–1991 proběhly dvě drobnější opravy věže. Věž byla plně funkční a využívaná až do roku 2005.
V roce 2008 byla vodárenská věž spolu s jubilejní branou plzeňského pivovaru zapsána do seznamu nemovitých kulturních památek. Při této příležitosti byla Českou národní bankou v edici Kulturní památky technického dědictví vydána pamětní zlatá mince Kulturní památka pivovar v Plzni, na které je jubilejní brána zobrazena, vodárenská věž však nikoliv. V rámci edice Technické památky byla také při této příležitosti vytištěna poštovní známka s rytinou věže.

## Architektura
Věž má u paty průměr 13,34 metru a její celková výška je 25,5 m. V rozšířené části věže jsou umístěny dvě nádrže: větší na říční a menší na varní vodu. Přístup k nádržím je zajištěn pomocí tzv. komunikačního tobogánu – rampy ve tvaru šroubovice, upevněné na konzolách ve vnitřním prostoru věže. Spodní část věže je zděná a horní ocelová, s tenkým betonovým pláštěm. 7,8 m vysoká železná kupole je krytá měděným plechem a zakončená vyhlídkovou lucernou s hromosvodem a sochou krále Gambrina jako větrnou korouhví. Podle dostupných historických pramenů byla v prvních letech po dokončení lucerna na střeše dokonce vybavena světlometem.

## Legendy
Pivovarská vodárenská věž prý byla postavena jako kopie jednoho z holandských majáků. Nepodařilo se ale najít žádný holandský maják, který by se věži podobal.
Traduje se, že v 60. a 70. letech 20. století se pivovarští učedníci bavili vyjížděním komunikačního tobogánu na motorce.